# CoinList
CoinList — платформа финансирования из Сан-Франциско, Калифорния, позволяющая инвесторам участвовать в продаже токенов на ранних этапах. Компания была основана Энди Бромбергом, Брайаном Тубергеном, Грэмом Дженкином, Джошуа Слейтоном, Кендриком Нгуеном, Полом Меньшовым в октябре 2017 года.
В начале 2017 года CoinList дебютировал как совместный проект AngelList и Protocol Labs, создателя проекта распределённого хранения компьютерной памяти, который впоследствии получил крупное ICO.
CoinList провёл первое ICO для Filecoin, которое в сентябре 2017 года привлекло более 257 миллионов долларов от более чем 2100 инвесторов. Среди других ICO на платформе — Stacks, Props и Origin.
С 06 сентября 2021 года для всех пользователей Coinlist запущена система рейтинга - Karma, которая имеет большое влияение на возможность участия в токенсейлах на платформе.

## Финансирование
В 2018 году CoinList закрыл серию раундов финансирования с бюджетом 9,2 миллиона долларов от фондов Polychain, Libertus Capital, FBG Capital, Electric Capital. Digital Currency Group и CoinFund.

## Coinlist PRO
Проект имеет свою собственную биржу с приставкой PRO. На этой бирже в основном торгуются токены проектов, у которых было ICO на Coinlist.